# 반여도서관
반여도서관은 부산광역시 해운대구 반여동 소재의 도서관이다.

## 연혁
- 1998. 12. 30 도서관 신축인가
- 1999. 01. 04 공사착공
- 1999. 10. 30 건물준공
- 1999. 11. 06 도서관 직제승인
- 1999. 11. 24 도서관 개관
- 2002. 08. 06 디지털 자료실 설치
- 2014. 01. 02 인문학 도서관 개관

## 이용 안내
이용 시간
휴관일
- 정기 휴관일 : 매주 월요일
- 국경일, 정부 지정 공휴일
- 기타 관장이 필요하다고 인정하는 날